# Yamaguchi (Familienname)
Yamaguchi (jap. 山口) ist ein japanischer Familienname. Bei einer Erhebung im Jahr 2008 war er der vierzehnthäufigste Familienname in Japan.

## Herkunft und Bedeutung
Yamaguchi ist entweder ein Wohnstätten- oder ein Herkunftsname. Als Wohnstättenname geht er auf die Bedeutung der japanischen Schriftzeichen 山 (dt. Berg) und 口 (dt. Zugang) zurück; er bezeichnete also Personen die am Fuß eines Berges oder am Rande eines an einem Berg gelegenen Waldes wohnten. Als Herkunftsname erfolgte die Benennung nach dem Siedlungsnamen Yamaguchi (mehrfach in Japan).

## Namensträger
- Akane Yamaguchi (* 1997), japanische Badmintonspielerin
- Akihiro Yamaguchi (* 1994), japanischer Schwimmer
- Atsushi Yamaguchi (* 1980), japanischer Fußballspieler
- Daiki Yamaguchi (* 1997), japanischer Fußballspieler
- Eri Yamaguchi (Leichtathletin) (* 1973), japanische Marathonläuferin
- Eri Yamaguchi (Cricketspielerin) (* 1992), japanische Cricketspielerin
- Yamaguchi Gen (1896–1976), japanischer Holzschnittkünstler und Buchgestalter
- Yamaguchi Gōgen (1909–1989), japanischer Meister des Karatedō
- Gorō Yamaguchi (1933–1999), japanischer Musiker
- Yamaguchi Harukichi (1881–1938), Gründer, Namensgeber und erster Kumicho von Yamaguchi-gumi
- Yamaguchi Hitomi (1923–1995), japanischer Schriftsteller
- Yamaguchi Hōshun (1893–1971), japanischer Maler
- Hotaru Yamaguchi (* 1990), japanischer Fußballspieler
- Ichirō Yamaguchi (* 1947), japanischer Philosoph
- Isao Yamaguchi, japanischer Chemiker
- Kaori Yamaguchi (Judoka) (* 1964), japanische Judoka
- Kaori Yamaguchi (Schauspielerin) (* 1974), japanische Schauspielerin
- Yamaguchi Kaoru (1907–1968), japanischer Maler
- Kappei Yamaguchi (* 1965), japanischer Synchronsprecher (Seiyū)
- Yamaguchi Kayō (1899–1984), japanischer Maler
- Kazuki Yamaguchi (Fußballspieler, 1986) (* 1986), japanischer Fußballspieler
- Kazuki Yamaguchi (Fußballspieler, 1995) (* 1995), japanischer Fußballspieler
- Kazuma Yamaguchi (* 1996), japanischer Fußballspieler
- Kei Yamaguchi (* 1983), japanischer Fußballspieler
- Keiji Yamaguchi (* 1974), japanischer Boxer
- Koichi Yamaguchi, US-amerikanischer Fahrradrahmenbauer und Unternehmer
- Kōsei Yamaguchi (* 1991), japanischer Langstrecken- und Hindernisläufer
- Kristi Yamaguchi (* 1971), US-amerikanische Eiskunstläuferin
- Louis Yamaguchi (* 1998), japanischer Fußballspieler
- Mabumi Yamaguchi (* 1946), japanischer Jazzmusiker
- Mai Yamaguchi (* 1983), japanische Volleyballspielerin
- Mami Yamaguchi (* 1986), japanische Fußballspielerin
- Mei Yamaguchi (* 1999), japanische Tennisspielerin
- Mie Yamaguchi (1960–2012), japanische Nachrichtensprecherin
- Mizuki Yamaguchi (* 1993), japanische Skispringerin
- Momoe Yamaguchi (* 1959), japanische Sängerin, Schauspielerin und Japanisches Idol
- Motohiro Yamaguchi (* 1969), japanischer Fußballspieler
- Natsuo Yamaguchi (* 1952), japanischer Abgeordneter
- Yamaguchi Noboru (Yakuza) (1902–1942), Yakuza und zweiter Kumicho von Yamaguchi-gumi
- Noboru Yamaguchi (Autor) (1972–2013), japanischer Autor von Light Novels und Computerspielszenarien
- Yamaguchi Yoshiko (1920–2014), japanische Filmschauspielerin
- Otoya Yamaguchi (1943–1960), japanischer Attentäter
- Paul Aijirō Yamaguchi (1894–1976), japanischer Erzbischof der römisch-katholischen Kirche
- Renshi Yamaguchi (* 1992), japanischer Fußballspieler
- Yamaguchi Sachū (1894–1976), japanischer Parasitologe, siehe Satyu Yamaguti
- Satoshi Yamaguchi (Fußballspieler, 1959) (* 1959), japanischer Fußballspieler
- Satoshi Yamaguchi (Fußballspieler, 1978) (* 1978), japanischer Fußballspieler
- Sayoko Yamaguchi (1950–2007), japanisches Mannequin und Schauspielerin
- Sayuri Yamaguchi (* 1966), japanische Fußballspielerin
- Seigo Yamaguchi (1924–1996), japanischer Aikidoka
- Yamaguchi Seishi (1901–1994), japanischer Haiku-Dichter
- Yamaguchi Seison (1892–1988), japanischer Haiku-Dichter und Bergbauwissenschaftler
- Seiya Yamaguchi (* 1993), japanischer Fußballspieler
- Yamaguchi Sekkei (1644–1732), japanischer Maler
- Senji Yamaguchi (1930–2013), japanischer Anti-Atomwaffen-Aktivist
- Shinji Yamaguchi (* 1996), japanischer Fußballspieler
- Yamaguchi Shizue (1917–2012), japanische Politikerin
- Shun’ichi Yamaguchi (* 1950), japanischer Abgeordneter
- Yamaguchi Sodō (1642–1716), japanischer Haiku-Poet
- Yamaguchi Soken (1759–1818), japanischer Maler
- Yamaguchi Susumu (1897–1983), japanischer Holzschnittkünstler
- Taimei Yamaguchi (* 1948), japanischer Abgeordneter
- Takahiro Yamaguchi (* 1984), japanischer Fußballspieler
- Takayuki Yamaguchi (Mangaka) (* 1966), japanischer Mangaka
- Takayuki Yamaguchi (Fußballspieler) (* 1973), japanischer Fußballspieler
- Takayuki Yamaguchi (Synchronsprecher) (* 1975), japanischer Synchronsprecher
- Yamaguchi Takeo (1902–1983), japanischer Maler
- Takeshi Yamaguchi (* 1979), japanischer Fußballspieler
- Takumi Yamaguchi (* 2000), japanischer Fußballspieler
- Yamaguchi Tamon (1892–1942), japanischer Admiral
- Tatsuya Yamaguchi (Schauspieler) (* 1972), japanischer Schauspieler und Musiker
- Tatsuya Yamaguchi (Rennfahrer) (* 1976), japanischer Motorradrennfahrer
- Tatsuya Yamaguchi (Fußballspieler) (* 2000), japanischer Fußballspieler
- Tetsuharu Yamaguchi (* 1977), japanischer Fußballspieler
- Toshihiro Yamaguchi (* 1971), japanischer Fußballspieler
- Tsubasa Yamaguchi, japanische Mangaka
- Tsutomu Yamaguchi (1916–2010), japanischer Überlebender der Atombombenabwürfe
- Tsuyoshi Yamaguchi (Politiker) (* 1954), japanischer Politiker
- Tsuyoshi Yamaguchi (Curler) (* 1984), japanischer Curler
- Yasuko Yamaguchi (* 1969), japanische Komponistin
- Yoshinori Yamaguchi (* 1965), japanischer Politiker
- Yoshitada Yamaguchi (* 1944), japanischer Fußballspieler
- Yūichirō Yamaguchi (* 1956), japanischer Musical-Darsteller und Schauspieler
- Yuki Yamaguchi (* 1984), japanischer Sprinter
- Yūko Yamaguchi (* 1955), japanische Designerin und Illustratorin
- Yuriko Yamaguchi (* 1948), amerikanische Bildhauerin